# Pazo de Ximonde
El Pazo de Ximonde es un pazo situado en la parroquia de San Miguel de Sarandón, Vedra, España, construido a finales del siglo XVIII en forma de escuadra en una extensa finca amurallada de 12 hectáreas. Fue residencia campestre de los Condes de Ximonde y jugó un importante papel durante el Carlismo. Fue propiedad de la familia Puga durante varias generaciones y en 2009 salió a subasta y fue adquirido por la empresaria María Barallobre.

## Características

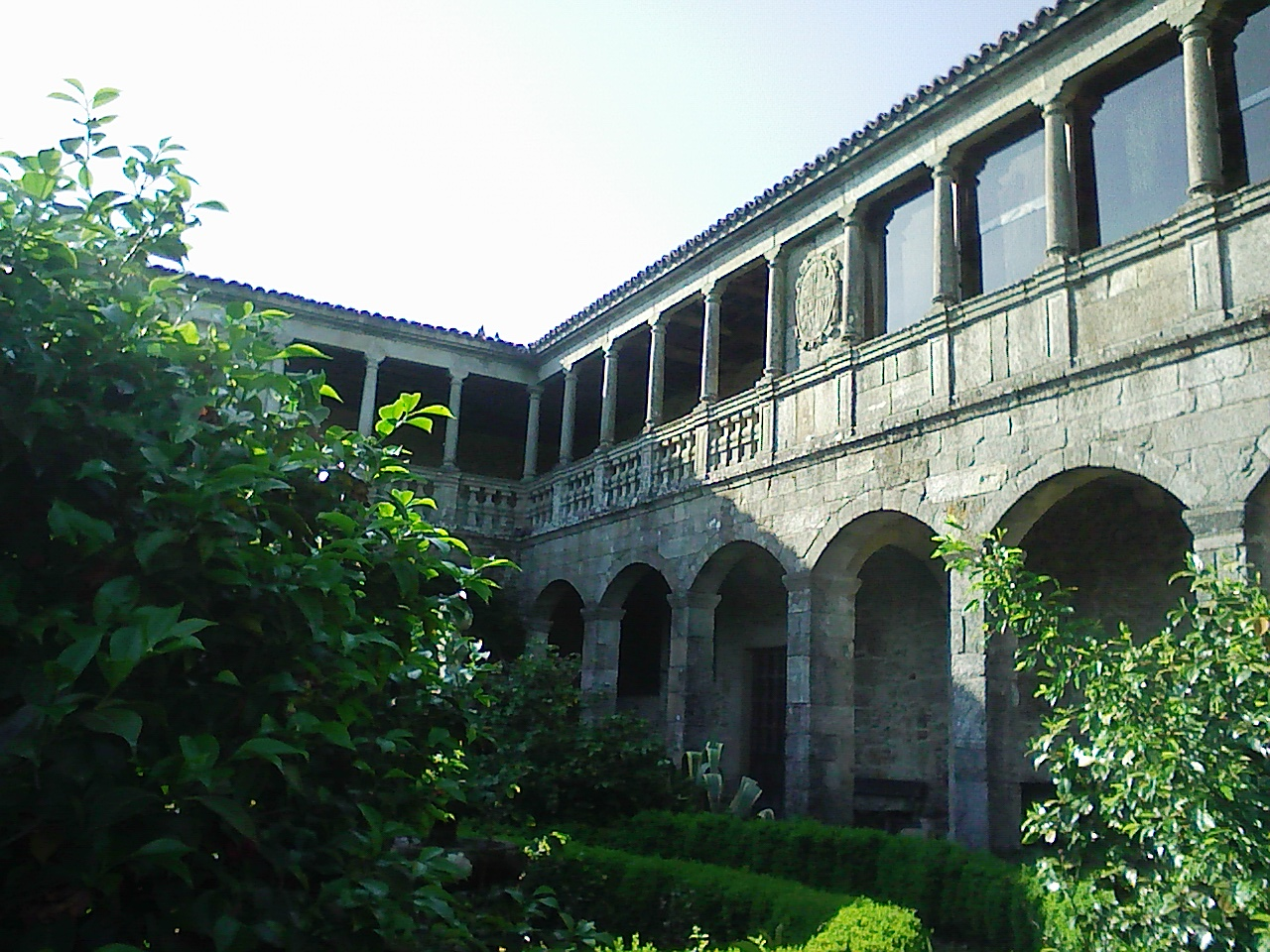
Patio interior.

Recreación aproximada de la finca y edificios del Pazo de Ximonde.

Localización del pazo en el Ayuntamiento de Vedra.

La construcción del pazo se remonta al siglo XVI, aunque de claro estilo barroco se reconstruyó en el siglo XVIII por los condes de Gimonde, descendientes del linaje de los Cisneros que alcanzaron en  1766 el título de Condes de Carlos II. Tras acceder por los jardines se encuentra la fachada en forma de «L» (Antiguamente la planta tenía forma de «U» pero parte del edificio se derrumbó)
 con un balcón sobre la puerta principal y sobre este un escudo con la corona y los blasones de los Cisneros que muestran la imagen de un cisne, símbolo de la familia. Al otro lado se sitúan unas escalinatas que dan paso al interior del pazo, con una galería construida sobre arcadas, un patio con dos fuentes, una de ellas encajada en el edificio y en el interior un bodega con un lagar de piedra destinado a la producción de vino. Anexa al pazo se encuentra una pequeña vivienda con seis habitaciones que fue utilizada por los caseros. Cerca del muro de la finca había una capilla en la que se llegaron a realizar comuniones, levantada por Agustín de Cisneros. Se mantuvo en pie al menos hasta 1935, luego la piedra del edificio se fue vendiendo hasta su total desaparición.
La finca de 12 hectáreas de extensión, posee zonas boscosas pobladas de alcornoques, robles, olivos, cedros, entre otros, y amplias zonas ajardinadas con varias fuentes y canales con el agua como principal protagonista. También cuenta con viñedos, considerados de los más antiguos de Galicia. El pazo además contó en su día con la jurisdicción de un coto salmonero en la actualidad amurallado con una construcción complementaria.

## Historia
El pazo fue propiedad de los Condes de Ximonde, y lugar de nacimiento de los mismos. Tras la muerte de la tercera y última Condesa de Ximonde, el pazo pasó a manos de la familia Puga.
- Juan Antonio Cisneros de Castro y de la Barrera, (1725-1798) fue un noble, Caballero de la Real Maestranza de Granada, Vizconde de Soar y primer Conde de Ximonde. Además fue Regidor Perpetuo y alcalde Mayor de la ciudad de Santiago de Compostela.[6]
- Pedro Cisneros de Castro y Ulloa, Conde de Gimonde, (1770-1824) segundo conde de Ximonde fue un noble español del siglo XIX, importante mecenas de la cultura gallega y miembro de la Junta Suprema Central que gobernó España durante la guerra de la Independencia.[7]
- Jacoba Cisneros de Puga, Condesa de Gimonde (1813-1860) tercera condesa de Ximonde, fue una aristócrata del siglo XIX y mecenas de las artes y las letras en Santiago de Compostela en el segundo tercio del siglo. Tanto ella como su marido José María Bermúdez Acevedo utilizaron el pazo para la causa carlista donde llegaron a esconder armas y milicianos.[7]

Tras el fallecimiento de Jacoba Cisneros sin descendientes, dejó como heredero universal a su primo segundo Manuel María Puga Feijoo que recibió junto con sus propiedades gran parte del poder político que los Condes ostentaban. Tuvo cinco hijos, el único varón Luciano Puga Blanco, que fue profesor de la Universidad de Santiago, alcalde, Decano del Colegio de Abogados de La Coruña, diputado, senador, gobernador del Banco de España en Cuba y Fiscal del Tribunal Supremo. El Pazo de Ximonde, sin embargo, era una propiedad vinculada y fue heredado por un primo hermano de la Condesa, Manuel Puga Sarmiento. El título quedó vacante y no fue rehabilitado. La familia Puga fue, por tanto, propietaria del pazo hasta finales del siglo XX.
- Santiago Puga Sarmiento, médico, hijo de Manuel Puga Sarmiento.[9]
- Santiago Puga Carrasco, hijo de Santiago Puga Sarmiento.[10]

En 2001 el pazo estuvo considerado, entre otras, como futura residencia del presidente de la Junta de Galicia pero sería descartado por pertenecer a una congregación religiosa. El proyecto resultante fue el Palacio de Monte Pío.
Desde 2003 fue gestionado por una sociedad privada, formado por tres socios que decidieron rehabilitarlo y crear un hotel con un proyecto enológico para lo que buscaron socios. Se dijo que el cantante Julio Iglesias estuvo interesado en adquirirlo así como una empresa noruega. En 2009 tanto el pazo como los terrenos fueron adquiridos en una subasta por la empresaria María Barallobre, propietaria de varios restaurantes, por «menos de seis millones de euros» para su uso en un proyecto enológico, para lo que se plantaron más de 10 hectáreas de nuevos viñedos de uva albariña para su comercialización bajo la Denominación de Origen Rías Baixas, dentro de la subzona Ribeira do Ulla. En 2017 sacaría al mercado un vino producido en el propio pazo.
Entre 2019 y 2020 el pazo apareció en los medios de comunicación debido a la polémica surgida por unas esculturas, realizadas por el Maestro Mateo, que pertenecieron a los Condes de Ximonde y que fueron sustraídas por la familia Franco y trasladados al pazo de Meirás. Dichas estatuas se encontraban en la finca del pazo y en 1948 Santiago Puga Sarmiento quiso venderlas al ayuntamiento de Santiago pero acabarían en manos de los Franco en contra de su deseo.

## En la cultura popular
Dichos populares relacionados con el Pazo de Ximonde. La niña a la que hace referencia el segundo dicho se trata de la Condesa de Ximonde, Jacoba Cisneros de Puga.

Guimaráns é linda cousa, 
mais Ximonde sin disputa;
e máis que entrambas aínda
Santa Crús de Ribadulla.

No palacio de Ximonde
unha nena toma o fresco.
Millor lle fora tomalo
naquel soutiño de cedros.

## Galería
|  |  |  |  |  |